# Pierre Garonnaire
Pierre Garonnaire, né le 31 mai 1916 à Saint-Étienne et mort le 11 juillet 1998 dans la même ville, était un footballeur français devenu par la suite recruteur. Il a notamment découvert des joueurs tels que René Ferrier , Robert Herbin, Jean-Michel Larqué, Georges Bereta, Christian Lopez, Gérard Janvion, les frères Tylinski.

## Biographie
Pierre Garonnaire a été recruteur des Verts de 1950 à 1989. Il laisse un souvenir indélébile dans le cœur des dirigeants, des joueurs, des supporters de l'A.S.S.E.
Il s'éteint le 11 juillet 1998 à Saint-Étienne, la veille du sacre de l'équipe de France de football au  Mondial 1998.

## Carrière (joueur)
- 1943-1945 : AS Saint-Étienne